# Zeus, Leda, Prometheus und Pegasus besuchen Brügge

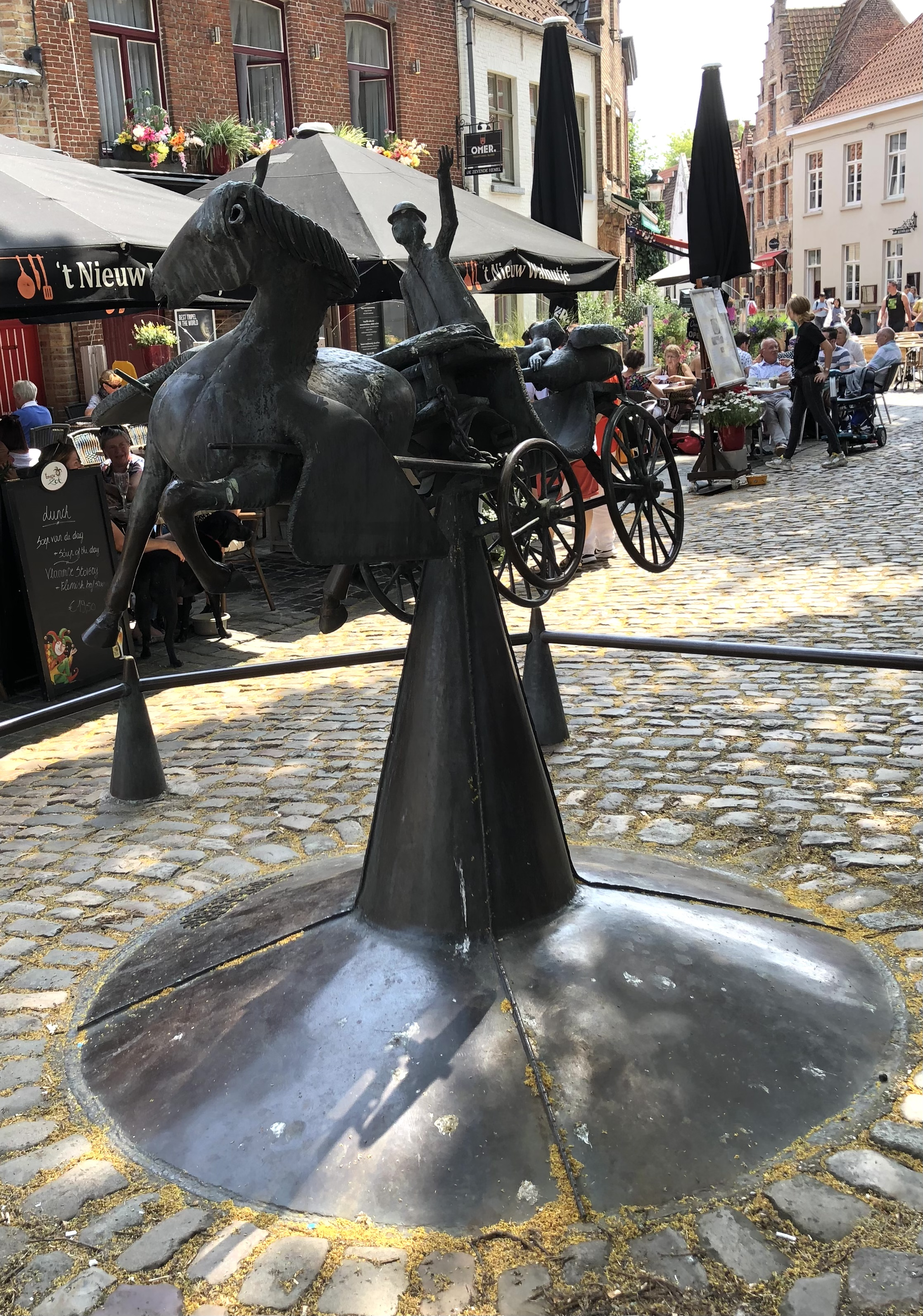
Skulptur Zeus, Leda, Prometheus und Pegasus besuchen Brügge, 2019

Zeus, Leda, Prometheus und Pegasus besuchen Brügge (niederländisch Zeus, Leda, Prometheus en Pegasus bezoeken Brugge) ist der Name einer Bronzeskulptur in Brügge in Belgien.
Die Skulptur befindet sich im südlichen Teil der Brügger Altstadt auf dem Platz Walplein.
Sie wurde 1982 vom belgischen Bildhauer Jef Claerhout geschaffen und zeigt eine vom geflügelten Pferd Pegasus gezogene Kutsche. Auf dem in wilder Fahrt befindlichen Wagen sind drei Figuren zu erkennen, die Zeus in Gestalt eines Schwans, Leda und Prometheus mit Fußschelle und Kette an den Kutschbock gefesselt, darstellen. Die Skulpturengruppe erhebt sich aus einem Sockel, auf dem sich auf einer Seite diese Inschrift befindet:
ZEUS LEDA

PROMETHEUS

EN PEGASUS

BEZOEKEN

BRUGGE